# Pablo Puyol
Pablo Puyol Ledesma (Malaga, 26 dicembre 1975) è un attore, cantante e ballerino spagnolo.

## Carriera
È un interprete uscito dalla scuola di arte drammatica di Malaga. Ha completato il ciclo di studi con danza e canto. È apparso numerose volte sul piccolo schermo, prendendo parte a numerose serie televisive.
In Italia è noto per aver interpretato Pedro Salvador (rinominato da Rober - Miguel Ángel Muñoz - il "bifolco") nel telefilm Paso adelante. Fece parte con altri ragazzi della serie Un Paso adelante (Beatriz Luengo, Mónica Cruz, Miguel Ángel Muñoz e Silvia Marty) del gruppo musicale UPA Dance, che vendette più di 600 000 copie in Spagna. Il gruppo si sciolse alla fine del 2004, poiché alcuni componenti decisero di intraprendere la carriera da solista.
Nel 2005 ha recitato, accanto a Mónica Cervera, nel musical 20 centimetri (20 centímetros) del regista Ramón Salazar.  Nel film impersona  Raùl un bel ragazzo di cui si innamora la protagonista Marieta, una transgender sofferente di narcolessia che sogna di divenire donna.
Pablo Puyol pubblica nel 2005 il suo primo album da solista dal titolo Déjame e dallo stile dance pop, uscito sia in Spagna (2 000 copie vendute) che in Francia, dove sono stati estratti due singoli, Suis la Lumière e Revenir. Nel 2007 Pablo Puyol fa parte del cast del musical La Bella y la Bestia, dove veste i panni di Gaston.
Tra il 2011 ed il 2012 ha fatto parte del gruppo musicale spagnolo Poker de Voces, scioltosi dopo breve tempo.
Nel 2015 partecipa alla quarta edizione del talent show Tu cara me suena, concludendola al terzo posto.
Ha avuto una relazione con la collega Dafne Fernández.

## Filmografia

### Cinema
- Piedras, regia di Ramón Salazar (2002)
- Courts mais Gay: Tome 3, regia di Philippe Becq e Colette Cullen (2002)
- Tánger, regia di Juan Madrid (2003)
- 20 centimetri (20 centímetros), regia di Ramón Salazar (2005)
- Chuecatown, regia di Juan Flahn (2007)
- Clandestinos, regia di Antonio Hens (2007)
- La conjura de El Escorial, regia di Antonio del Real (2008)
- Prime Time, regia di Luis Calvo Ramos (2008)
- The Anguish, regia di Jordi Mesa Gonzalez (2010)
- Gallino, the Chicken System, regia di Carlos Atanes (2012)

### Televisione
- Paso adelante (Un paso adelante)  – serie TV, 73 episodi (2002-2005)
- Casi perfectos – serie TV, 1 episodio (2004)
- Tirando a dar – serie TV, 7 episodi (2006)
- Los Serrano – serie TV, 6 episodi (2008)
- Generación DF – serie TV, 5 episodi (2008)
- Las chicas de oro – serie TV, 1 episodio (2010)
- La pecera de Eva – serie TV, 5 episodi (2010)
- Vida loca – serie TV, 1 episodio (2011)
- Stamos okupa2 – serie TV, 1 episodio (2012)
- Arrayán – serie TV, 45 episodi (2012-2013)
- Esposados – serie TV, 5 episodi (2013)
- La que se avecina – serie TV, 3 episodi (2013-2014)
- Sábado sensacional, regia di José Luis Moreno – film TV (2014)
- Ciega a citas – serie TV, 24 episodi (2014)
- Gym Tony – serie TV, 1 episodio (2015)
- ¿Qué fue de Jorge Sanz? 5 años después, regia di David Trueba – film TV (2016)

## Teatro
- 2011: Crimen Perfecto
- 2013: Venidos a menos

## Musical
- Grease (Interpreta: Kenickie)
- Rent (Interpreta: Roger)
- 2007: La Bella y la Bestia (Interpreta: Gaston)
- 2009: 40 - El Musical (Interpreta: Mateo)
- 2012: Poker de Voces

## Discografia
- 2002: Upa Dance
- 2003: Upa Dance Edición Especial
- 2003: Upa Dance LIVE
- 2005: Déjame
- 2008: La Bella y la Bestia - Gaston
- 2010: 40 - El Musical - Mateo

## Premi e riconoscimenti
- Joven Talento Andaluz (2008)

## Doppiatori Italiani
- David Chevalier in Paso adelante
- Christian Iansante in 20 centimetri